# Garberia
Garberia, rod  glavočika iz podtribusa Liatrinae, dio tribusa Eupatorieae .

## Opis
Garberia se sastoji od jedne vrste, G. heterophylla. Vrsni epitet istoimenog imena, G. fruticosa, odnosi se na njen grmolik habitus. Vrsta je relativno rijedak endem Floride, gdje se javlja u staništu šikara u srednjem dijelu poluotoka. Garberia je blisko povezana s Liatrisom i najosnovniji je član malog podplemena Liatrinae (Schilling 2011). Kao i druge Liatrinae, ima 10-rebraste cipsele, papus s brojnim čekinjama i ružičaste vjenčiće.

## Sinonimi
- Cacalia heterophylla Bartram; Travels Carolina 164 (1791)
- Garberia fruticosa (Nutt.) A.Gray; Proc. Acad. Nat. Sci. Philadelphia 380 (1879)
- Leptoclinium fruticosum (Nutt.) A.Gray; Proc. Amer. Acad. Arts 15: 48 (1880)
- Liatris fruticosa Nutt.; Amer. J. Sci. Arts 5: 299 (1822)

## Vanjske poveznice
|  | Zajednički poslužitelj ima još gradiva o temi Garberia |
|  | Wikivrste imaju podatke o taksonu Garberia             |